# Episodi di Trust
La serie televisiva Trust, intitolata Il rapimento Getty e composta da dieci episodi, è stata trasmessa sul canale statunitense via cavo FX dal 25 marzo al 27 maggio 2018.
In Italia la stagione è andata in onda sul canale satellitare Sky Atlantic dal 28 marzo al 30 maggio 2018.
| n° | Titolo originale          | Titolo italiano                | Prima TV USA   | Prima TV Italia |
| -- | ------------------------- | ------------------------------ | -------------- | --------------- |
| 1  | The House of Getty        | La casa dei Getty              | 25 marzo 2018  | 28 marzo 2018   |
| 2  | Lone Star                 | Stella solitaria               | 1º aprile 2018 | 4 aprile 2018   |
| 3  | La Dolce Vita             | La dolce vita                  | 8 aprile 2018  | 11 aprile 2018  |
| 4  | That's All Folks!         | È tutto, gente                 | 15 aprile 2018 | 18 aprile 2018  |
| 5  | Silenzio                  | Silenzio                       | 22 aprile 2018 | 25 aprile 2018  |
| 6  | John, Chapter 11          | Giovanni, capitolo 11          | 29 aprile 2018 | 2 maggio 2018   |
| 7  | Kodachrome                | Semantica                      | 6 maggio 2018  | 9 maggio 2018   |
| 8  | In the Name of the Father | Nel nome del padre             | 13 maggio 2018 | 16 maggio 2018  |
| 9  | White Car in a Snowstorm  | Una macchina bianca nella neve | 20 maggio 2018 | 23 maggio 2018  |
| 10 | Consequences              | Conseguenze                    | 27 maggio 2018 | 30 maggio 2018  |

## La casa dei Getty
- Titolo originale: The House of Getty
- Diretto da: Danny Boyle
- Scritto da: Simon Beaufoy

### Trama
Il petroliere Jean Paul Getty è uno degli uomini più ricchi d'Inghilterra, circondato dal lusso e da una nutrita pletora di amanti. Paul deve affrontare il lutto per la morte del figlio George Franklin Getty II, suicidatosi con un forchettone durante una festa a Hollywood, colui che era stato designato come erede dell'impero di famiglia. Infatti, Jean Paul non nutre la stessa stima nei confronti degli altri tre figli: Ronald e Gordon, i quali hanno inseguito i loro sogni rispettivamente come regista cinematografico e direttore d'orchestra, e John Paul Jr., schiavo delle droghe. Durante la veglia funebre John Paul Jr., incalzato dalla moglie Jacqueline, cerca il coraggio per proporsi al padre come suo possibile successore. Al ricevimento irrompe Paul, figlio di John Paul Jr., un ragazzo disadattato che ha abbandonato la scuola per vivere di bagordi in giro per il mondo. John Paul Jr., che non ha avuto più contatti con il figlio, se ne va infuriato perché ha scelto il momento meno opportuno per rifarsi vivo.
Paul chiede ospitalità al nonno per un paio di giorni, affermando che gli servono 6000 $ per sanare un debito contratto a Roma con la malavita locale. Inizialmente infastidito dalla presenza del nipote, una macchia di colore in un contesto austero e rigido, Jean Paul resta colpito dalle competenze del giovane in campo artistico e intuisce che dietro alla maschera di cattivo ragazzo c'è del talento. Decide così di portarlo a vedere il centro di trivellazione in mare, facendogli capire l'importanza del petrolio per la vita delle persone in un momento in cui il governo sta cercando di ostacolare la sua attività.
Jean Paul organizza un ricevimento in cui annuncia che, di fronte all'incompetenza dei figli, sarà il nipote Paul l'erede di famiglia, cominciando a farsi le ossa nel centro di trivellazione con un contratto di sei mesi. John Paul Jr., furioso perché il vecchio vuole concedere al figlio scialacquone quello che a lui e ai fratelli è sempre stato negato, mostra al padre un giornale pornografico per il quale Paul ha fatto da modello, alludendo alla dipendenza dalla droga del ragazzo. Jean Paul è profondamente deluso e compra un biglietto aereo per rispedire Paul a Roma il mattino seguente.
Roma, una settimana dopo. Paul viene rapito dopo una serata in un locale notturno.

## Stella solitaria
- Titolo originale: Lone Star
- Diretto da: Danny Boyle
- Scritto da: Brian Fillis e Simon Beaufoy

### Trama
Jean Paul manda il capo della sicurezza, il texano Fletcher Chace, a Roma per trattare il rilascio di Paul. Fletcher incontra Gail, la madre del ragazzo, che convive a Roma assieme al nuovo compagno Lang e agli altri tre figli. Su ordine di Jean Paul Getty tutti i figli, nipoti e pronipoti devono essere messi in sicurezza, poiché l'intera famiglia è in pericolo. Paul viveva in un appartamento assieme alla gemelle tedesche Martine e Jutta e a un ragazzo italiano di nome Marcello. Fletcher viene indirizzato a un ristorante di Piazza di Spagna, gestito dal signor Bertolini, per il quale il ragazzo realizzava dei quadri da appendere alle pareti del locale. Bertolini afferma che Paul aveva contratto un ingente debito con lui, ma dice di ignorare chi possa averlo rapito.
Fletcher ottiene, per tramite del fattorino dell'hotel presso cui alloggia, i contatti per arrivare ai rapitori di Paul. Tutto sembra volgere per il meglio, al punto che Jean Paul Getty ha fatto preparare un aereo per riportare Gail e i ragazzi a Londra. Fletcher si reca all'appuntamento con un boss locale, ma scopre che non è lui ad avere in mano il ragazzo. Ecco quindi che Gail e il resto della prole sono costretti a scendere dall'aereo, rimandando la partenza. Fletcher inizia a pensare che il rapimento sia una truffa orchestrata dallo stesso Paul per ottenere il denaro con cui pagare i propri debiti. A condurre il texano su quest'ipotesi sono il comportamento delle gemelle, tutt'altro che preoccupate per quanto accaduto, e Marcello, un ritrattista dal quale Fletcher pretende di sapere tutti i movimenti di Paul nei giorni precedenti al presunto rapimento. Fletcher ha rinvenuto nell'appartamento di Paul le bozze della sceneggiatura di un film che ricalca con parecchia precisione i momenti del suo rapimento.
Rientrato Fletcher a Londra, Jean Paul Getty convoca una conferenza stampa in cui annuncia che non ha intenzione di pagare alcun riscatto. Gail riesce a trovare la statua vivente che ha assistito al rapimento di Paul, confermando che il ragazzo sarebbe stato portato via contro la propria volontà. Tornata a casa, Gail caccia Lang di casa.

## La dolce vita
- Titolo originale: La Dolce Vita
- Diretto da: Danny Boyle
- Scritto da: Simon Beaufoy

### Trama
Paul è consegnato a Bertolini che lo rinchiude nel bagagliaio della sua macchina.
Tempo prima. Paul e i coinquilini faticano a sbarcare il lunario, la loro unica entrata è rappresentata dai quadri che Paul vende a Bertolini per mangiare gratis nel suo locale. Bertolini si è però stancato di questa situazione, anche perché ha saputo da Marcello che Paul è di famiglia ricca e quindi potrebbe saldare i suoi debiti. Dopo essere stato trattato a pesci in faccia dai ragazzi, i quali gli hanno dato buca per una festa dal regista Roman Polański, Bertolini concede loro una settimana di tempo per saldare i 6000 $ che gli devono. Paul si presenta a casa di sua madre Gail, ricevendo una modica somma che gli consente di volare in Inghilterra per andare a chiedere soldi al nonno.
Tornato a Roma, Paul promette a Bertolini di fargli avere i soldi attraverso un piano giudicato infallibile. Il giovane ha infatti deciso di inscenare il proprio rapimento per ottenere il riscatto con cui saldare i debiti. Paul deve stare ritirato in una casa fatiscente per una settimana, ma fatica ad adattarsi alla vita del recluso e ha una crisi di astinenza. Approfittando di un momento di distrazione del suo finto carceriere, Paul scappa dalla finestra. Il ragazzo raggiunge il locale nel centro di Roma in cui successivamente verrà prelevato.
Presente. Bertolini ha venduto Paul al malavitoso Primo, il quale però, dopo la conferenza stampa del nonno Jean Paul, vuole calare il prezzo pattuito. Bertolini minaccia Primo di versargli la somma concordata e fugge a bordo della propria auto con tutto il denaro. Primo però ha una mira infallibile e spara due colpi, uccidendo l'autista e successivamente anche Bertolini. Paul racconta a Primo e al suo compare Angelo che, se il nonno ha detto che non pagherà, allora sarà così. Primo però è convinto che riuscirà a far cedere il vecchio.

## È tutto, gente
- Titolo originale: That's All Folks!
- Diretto da: Dawn Shadforth
- Scritto da: Simon Beaufoy e John Jackson

### Trama
Primo comunica al padrino Don Salvatore di aver rapito il nipote di Getty ed essere pronto a chiedere un riscatto alla famiglia. Dopo essersi consultato con il "contabile" Leonardo, il quale proponeva di chiedere un decimo del patrimonio di Getty, Don Salvatore fissa il prezzo in 17000000 $. Primo si reca in città da un cugino avvocato, soprannominato Fifty, incaricandolo di fare da mediatore con i Getty. Fifty telefona a Gail per annunciarle il rapimento di Paul, ma la donna crede si tratti dell'ennesimo millantatore e chiede di avere delle prove riguardanti Paul. Fifty riprende la cornetta e si mette in contatto con la redazione de Il Messaggero per rendere nota la cifra del riscatto. La notizia viene pubblicata anche dai quotidiani inglesi, ma Jean Paul continua a pensare che il rapimento sia una finta architettata dal nipote.
Nel luogo di prigionia Paul comincia a entrare in sintonia con Angelo, giovane traduttore che sogna la California, e Dante, il braccio destro di Primo. Fifty informa Primo della necessità di avere delle prove per aprire i contatti con la famiglia Getty. Primo chiede a Paul di raccontagli una storia sulla sua vita, affinché Fifty possa dimostrare a Gail di avere Paul e fissare un incontro in un cinema. Fifty consegna a Gail una fotografia fatta scattare da Primo che ritrae Paul accanto al cadavere di Bertolini, comunicandole l'entità del riscatto. Martine, la fidanzata di Paul, si reca al commissariato di polizia per fornire informazioni utili al ritrovamento di Paul. Il commissario le suggerisce di lasciare Roma, essendo lei e la sorella gemella in pericolo. A Londra, Jean Paul è costretto a fare i conti con l'evidenza del rapimento e rimanda Fletcher a Roma per aprire il negoziato.
Primo è furibondo perché i Getty hanno presentato una prima offerta di 600 $, considerata ridicola se rapportata al tenore della famiglia. La sua ira arriva al punto che non vuole nemmeno iniziare a trattare e ordina a Dante e Angelo di uccidere Paul, bruciandone poi il corpo. Mentre Dante scava la fossa, Angelo entra nel rifugio di Paul e gli chiede se è pronto a scappare.

## Silenzio
- Titolo originale: Silenzio
- Diretto da: Dawn Shadforth
- Scritto da: Alice Nutter

### Trama
Paul e Angelo stanno fuggendo inerpicandosi sulla collina, quando vedono la macchina di Primo diretta al covo. Angelo si fa prendere dal panico e preme per tornare indietro, ma Paul è risoluto nel proseguire. Primo sfoga la propria ira contro Dante, cospargendolo con la benzina che avrebbero dovuto usare per bruciare Paul. Prima che possa riservare questo trattamento a Dante però sopraggiunge Don Salvatore, il quale convoca i paesani per offrire una lauta ricompensa a chi gli porterà Paul vivo. Paul e Angelo riescono a salire a bordo di un treno merci, con Angelo che rimane ferito a una gamba. Durante il viaggio, Paul promette ad Angelo che andranno a New York e potranno vivere negli agi offerti dalla ricchezza dei Getty. Nel frattempo, le ricerche della comunità non sono andate a buon fine. Primo trova gli occhiali di Angelo sulle rotaie e intuisce che i fuggitivi hanno preso il treno, quindi allerta le sue conoscenze nella stazione verso cui sono diretti.
Giunti a destinazione la mattina seguente, Paul e Angelo si introducono in un borgo molto simile a quello che si sono lasciati alle spalle. Paul entra in una casa vuota e prende il telefono per telefonare a sua madre, ma Angelo è costretto a trascinarlo via perché Primo sta arrivando assieme a un gruppetto di compaesani. Gail raggiunge la cornetta quando ormai Paul se ne è andato e dall'altra parte trova Primo, entrato nell'abitazione, il quale ribadisce la cifra di 17000000 $ per il riscatto. Paul e Angelo si nascondono dentro un motocarro che trasporta legname, facendosi scoprire dal proprietario che offre loro ospitalità. La moglie dell'uomo, Rosaria, cura la ferita di Angelo e invita i ragazzi a rifocillarsi prima che il marito li accompagni sulla strada principale, da cui poi chiedere un passaggio per Napoli. Mentre Paul e Angelo brindano in allegria, Rosaria si ritira nella propria stanza da letto per rivelare la presenza dei due ragazzi. Primo irrompe in casa e uccide Angelo.

## Giovanni, capitolo 11
- Titolo originale: John, Chapter 11
- Diretto da: Jonathan van Tulleken
- Scritto da: Simon Beaufoy e Harriet Braun

### Trama
Gail è convocata in obitorio per identificare il cadavere di Paul, ritrovato bruciato in una spiaggia. Non essendo identificabile la parte superiore del corpo, vengono mostrate le gambe. Gail riconosce le scarpe di Paul e sviene. La notizia arriva a Londra, dove Jean Paul cede all'emozione ricordando l’affetto che provava per il nipote. John Paul Jr. è distrutto per la morte del figlio e torna a drogarsi. Di notte Gail sogna i momenti vissuti con Paul, il figlio prediletto che non è stata capace di proteggere. Gail si sveglia di soprassalto, essendole venuto in mente che Paul non allacciava mai le scarpe. Gail torna all'obitorio per rivedere il corpo e ha la conferma che il cadavere non è quello di Paul.
Jean Paul, sollevato dalla novità, decide di partire alla volta di Roma per negoziare direttamente con i rapitori. Jean Paul riceve la visita di John Paul Jr., il quale non ha saputo che il figlio è vivo e inveisce contro il vecchio per il suo crudele egoismo. Jean Paul lo informa che Paul è vivo, invitandolo ad andarsene. Nel frattempo, ci sono novità nella residenza. Belinda, una delle amanti di Jean Paul, è rimasta incinta di lui e vorrebbe tenere il figlio, poiché a causa dell’età avanzata è molto difficile possa succederle ancora. Jean Paul però vuole che abortisca. Un’affinità sta nascendo tra Khan, il maggiordomo di Getty, e il giardiniere omosessuale Dennis. Tuttavia, Khan non è convinto di provare gli stessi sentimenti di Dennis.
Jean Paul e Fletcher incontrano Don Salvatore e Primo a Villa Adriana. Mentre Primo e Fletcher discettano di armi, Jean Paul e Don Salvatore si appartano per provare a raggiungere un accordo. Jean Paul è disposto ad arrivare a 2000000 $, una cifra che Don Salvatore considera irrisoria. Il padrino può scendere fino a 5000000 $ e Jean Paul, consapevole di non poter tirare ulteriormente la corda, accetta. Prima di salire a bordo dell’aereo che lo riporterà a Londra, Jean Paul dice a Fletcher che dovrà essere John Paul Jr. a pagare il riscatto per Paul.

## Semantica
- Titolo originale: Kodachrome
- Diretto da: Jonathan van Tulleken
- Scritto da: Simon Beaufoy e Brian Fillis

### Trama
Roma, 1960. John Paul Jr. è stato convocato a Roma da Jean Paul per discutere di affari. Per John è l’occasione di presentare la moglie Gail e il piccolo Paul al padre, il quale entra in sintonia con il nipotino. Jean Paul vuole offrire una promozione a John, mandandolo a dirigere la sede della Getty’s Oil in Arabia Saudita. Gail è molto contenta del suocero, ma le buone impressioni svaniscono quando il vecchio getta brutalmente Paul in acqua per insegnargli a nuotare. Quell’episodio spezza l’idillio della vacanza.
Jean Paul ha cambiato idea riguardo a John. Anziché andare in Arabia Saudita, dovrà restare a Roma per dirigere la compagnia petrolifera italiana che ha appena acquistato. Il gravoso compito cui è stato chiamato, con il vecchio che pretende di essere aggiornato quotidianamente, spinge John Paul a estraniarsi dalla famiglia e lo avvicina al mondo della droga. Gail non riconosce più il marito e una sera, a una rievocazione storica cui è dovuta andare senza di lui, conosce il suo futuro nuovo consorte Lang. Anche Paul si è fatto l’amante, un’affascinante ragazza di nome Talitha, della quale si invaghirà l’ormai cresciuto Paul. Quando Talitha muore per un arresto cardiaco, John precipita definitivamente nei propri vizi.
Roma, 1973. Paul si prepara a essere liberato ed è accompagnato in macchina da Primo nel luogo in cui avverrà lo scambio con i soldi. Jean Paul è di pessimo umore perché ha saputo che una delle sue amanti si vede con un’altra persona, così decide di diseredarla e lasciarle un solo dollaro. Jean Paul convoca John per comunicargli il raggiungimento dell’accordo con i rapitori di Paul, offrendogli un prestito di 5000000 $ al tasso del 4% dal fondo fiduciario della società. John reagisce male perché il vecchio sta lucrando sul rapimento del nipote e si rifiuta di firmare i moduli del prestito.
Nessuno si può presentare all’appuntamento con Primo, il quale fa retromarcia furibondo. Paul ha intravisto da un quotidiano che è il 4 novembre, giorno del suo compleanno. Gail aveva preparato la torta, ma Fletcher le deve comunicare che è saltato tutto e non potrà riabbracciare l’amato figlio.

## Nel nome del padre
- Titolo originale: In the Name of the Father
- Diretto da: Emanuele Crialese
- Scritto da: Simon Beaufoy, John Jackson e Alice Nutter

### Trama
Leonardo, il "contabile" della cosca di Don Salvatore, si sta preparando assieme alla moglie Regina per la cresima del figlio Francesco. A casa sua arriva l'automobile di Primo, di ritorno dalla fallita restituzione di Paul, per decidere cosa farne dell'ostaggio. Paul viene temporaneamente nascosto in una grotta, in attesa di stabilire il suo destino. La cerimonia si svolge regolarmente, con Don Salvatore raggiante per il passaggio alla vita adulta di un ragazzo per il quale nutre molta ammirazione. Al pranzo Leonardo tiene un discorso in cui definisce il figlio un ragazzo di talento e ne pronostica un futuro all'università, lontano dalla criminalità che ha attanagliato la sua famiglia. Don Salvatore ribatte che Francesco deve entrare a far parte della comunità e gli dona un pugnale ereditato dal padre in guerra.
I festeggiamenti vengono offuscati dall'arrivo della nonna di Angelo, la quale pretende di sapere da Don Salvatore che fine ha fatto il nipote. Regina prende la donna da parte, scusandosi in qualche modo per il fatale destino del giovane, sottolineando il ruolo che come donna deve ricoprire nel nascondere i guai commessi dagli uomini. Nel frattempo, Francesco viene a sapere da due ragazzini che suo padre e Primo erano saliti su un monte prima di arrivare in chiesa. Incuriosito, il giovane va a perlustrare la zona e scopre la grotta in cui è sequestrato Paul. Don Salvatore è arrabbiato con Leonardo e Primo perché non hanno completato la transazione con i Getty, quindi il ragazzo non è di alcuna utilità e va eliminato.
Francesco usa il pugnale appena ricevuto da Don Salvatore per liberare Paul, il quale però non fugge perché non saprebbe dove andare. La disperazione lo spinge a chiedere a Francesco di tagliargli un orecchio, un estremo tentativo per
convincere la sua famiglia a pagare il riscatto. Don Salvatore, Primo e il resto della banda giungono nella grotta, dalla quale esce Francesco con l'orecchio di Paul in un panno bianco insanguinato.

## Una macchina bianca nella neve
- Titolo originale: White Car in a Snowstorm
- Diretto da: Susanna White
- Scritto da: Alice Nutter

### Trama
La busta contenente l'orecchio di Paul è spedita da Dante a Napoli. La città è preda dello sciopero delle poste, così Primo è costretto a intrufolarsi nell'ufficio postale durante una protesta e recuperare il plico per spedirlo alla redazione de Il Messaggero. Riconosciuto l'orecchio, Gail vola a Londra per esortare Jean Paul a versare il riscatto prima che i rapitori possano infierire sul ragazzo. Jean Paul racconta alla nuora che è stato John Paul a rifiutarsi di pagare. Dopo aver appreso dall'ex marito come sono andate le cose, Gail chiede all'ambasciatore americano di poter scrivere una lettera a Richard Nixon. Nonostante sia nel bel mezzo della bufera Watergate, il presidente americano prende a cuore la situazione di Paul e telefona a suo nonno per offrirgli l'aiuto del governo nello sbloccare gli affari della Getty's Oil in Wyoming, dove gli indiani impediscono le trivellazioni. A questo punto Jean Paul convoca John Paul per rinegoziare i termini dell'accordo: metà del riscatto versata dal vecchio e l'altra metà in prestito dal fondo senza interessi. Intanto, Belinda ha deciso di abbandonare Jean Paul perché ha scelto di tenere il bambino.
Primo stabilisce che Gail e Fletcher dovranno arrivare al luogo dello scambio a bordo di un'automobile bianca, i soldi dovranno essere contenuti in valigie bianche e loro due essere vestiti di bianco. Gail e Fletcher giungono all'appuntamento dopo aver disperatamente convinto gli abitanti di un piccolo paese a sbloccare la pompa di benzina per loro. Fifty chiede i soldi, promettendo che una volta verificato il denaro potranno avere Paul e, come garanzia delle loro intenzioni, accetta di mostrarsi affinché possano denunciarlo in caso di imbroglio. Nel frattempo, Paul ha avuto febbre alta dopo l'asportazione dell'orecchio ed è in piuttosto precarie condizioni di salute. Primo e la banda festeggiano l'arrivo dei soldi, ma Don Salvatore vuole che il ragazzo sia ucciso perché lo ha visto in faccia. Primo riesce a convincere il padrino che questa mossa gli si può ritorcere contro, mentre invece onorando il patto potranno costruire un impero rapendo altre persone. Gail e Fletcher ricevono comunicazione del luogo in cui troveranno Paul da un telefono pubblico. Primo e Leonardo scaricano Paul vicino a una pompa di benzina della Getty's Oil. Il ragazzo inizia a vagare claudicante ed è raggiunto da Gail che lo abbraccia commossa.

## Conseguenze
- Titolo originale: Consequences
- Diretto da: Susanna White
- Scritto da: Simon Beaufoy e Alice Nutter

### Trama
Paul è in convalescenza e racconta a Gail di essere stato lui a pianificare il proprio sequestro. Jean Paul sta progettando l'acquisto dei Marmi di Elgin per 500000000 $, approfittando dell'imminente fine della dittatura in Grecia. Primo porta Fifty sulla Rupe Tarpea, dalla quale gli antichi romani gettavano i condannati a morte, e lo abbraccia buttandolo di sotto. Dopodiché, con la compiacenza di una prostituta, uccide Don Salvatore nel sonno. Primo entra in casa di Leonardo per proporgli di mettersi insieme e costruire un porto in Calabria.
1974. Paul e Martine aspettano un figlio e hanno deciso di sposarsi in Italia, ma né il nonno né suo padre intendono partecipare alle nozze. In rappresentanza della famiglia Getty arrivano gli zii Gordon e Ronald, raggiunti successivamente anche da Gail che non vuole perdersi le nozze del figlio. Mentre Primo e Leonardo festeggiano l'inizio dei lavori per il porto, due persone sono ingiustamente condannate a otto anni di carcere per aver preso parte al rapimento di Paul. La transazione per i Marmi di Elgin non va a buon fine perché il governo greco non intende accettare le generose offerte di Jean Paul. Il vecchio fa visita a Belinda e al figlio, annunciandole di aver iscritto il neonato a Eton per forgiare un nuovo membro dell'aristocrazia inglese. Belinda però gli rammenta che avevano firmato un accordo in cui Jean Paul rinunciava alla paternità del piccolo.
Apre i battenti il Getty Museum a Los Angeles, ispirato a un'antica villa romana. Jean Paul apprende con delusione che la stampa americana ha stroncato il museo, definendolo un ridicolo capriccio del miliardario. Jean Paul si reca a casa di Penelope, scoprendo che anche lei si sta rifacendo una vita senza di lui. L'attività di Primo fiorisce al punto che il porto, costruito a forma di orecchio, diventa uno dei principali centri del traffico di droga mondiale. John Paul viene fatto ricoverare da una moglie in clinica per disintossicarsi. Martine dà alla luce Balthazar Getty. Jean Paul, rimasto solo nel lusso della sua residenza, immagina di essere Re Mida e non potersi più nutrire perché tutto quello che tocca si trasforma in oro. Fletcher torna negli Stati Uniti dal figlio Alex.